# フォー・コーナーズ (カナダ)

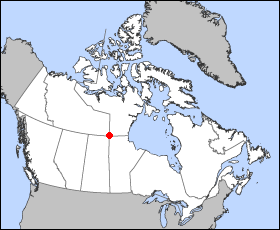
フォー・コーナーズの位置（カナダ）

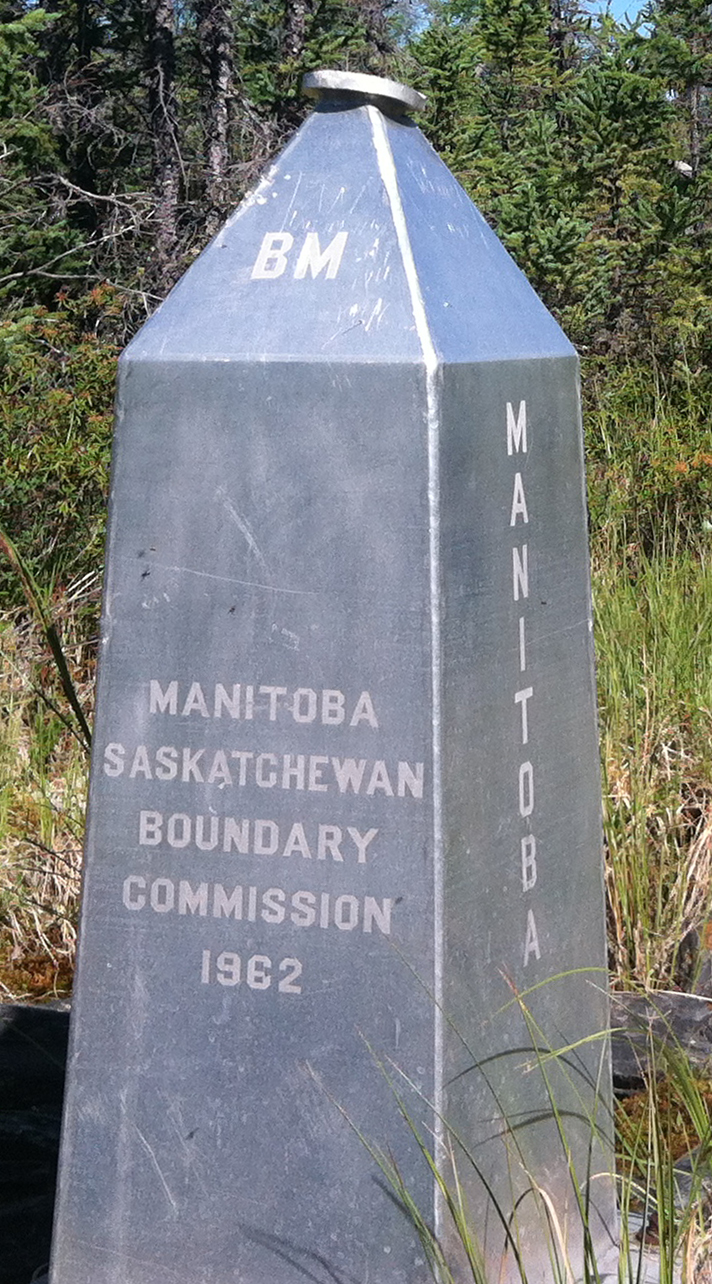
方尖塔

フォー・コーナーズ（英: Four Corners）は、カナダ中北部にある、4つのカナダの州の境界線が集まっている唯一の場所地点である。北緯60度0分0秒 西経102度0分0秒 / 北緯60.00000度 西経102.00000度に位置している。四つの州とはそれぞれ、南東はマニトバ州、南西はサスカチュワン州、北西はノースウエスト準州、北東はヌナブト準州である。

## 地理

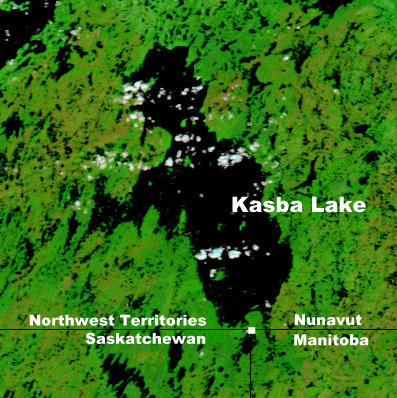
NASA map showing Kasba Lake and the four corners

フォー・コーナーズはカスバ湖の南岸、Hasbala湖の北岸にある。ここはタイガの周辺部であり、ヌナブト準州でツンドラでも氷帽でもないのは図らずもここだけである。近くの鉄道や道路からは百キロメートル以上離れているが、近くのカスバ湖空港あるいはカスバ湖飛行場から、またはウォラストン湖ちかくのPoints North Landingからでも、到達することができる。
この方尖塔は、1962年にマニトバ州、サスカチュワン州、ノースウエスト準州マッケンジー地区、ノースウエスト準州キーウェティン地区の境界を示すために建てられたものである（ヌナブト準州の創設により、キーウェティン地区は1999年に消滅した）。
マニトバ州とサスカチュワン州とノースウエスト準州の州境の交点は、ヌナブト準州ができる1999年以前に測量されている。フォー・コーナーズには、高さ1メートルのアルミニウム製の方尖塔が設置されている。経緯度は北緯59度59分57.98511秒 西経102度00分27.24027秒 / 北緯59.9994403083度 西経102.0075667417度座標: 北緯59度59分57.98511秒 西経102度00分27.24027秒 / 北緯59.9994403083度 西経102.0075667417度である。方尖塔には1962年に建てられたと刻まれており、西経102度からおよそ400メートル (1,300 ft)離れている。方尖塔の頂上にはディスクがあり、モニュメントを取り去ったり壊したりすると懲役五年が課される、と書いてある。
1999年にヌナブト準州が設立されたことにより、この地点はカナダ唯一の四国国境となった。ヌナブト準州の法的な定義においては、州境は"北緯60度線と西経102度線の交点、マニトバ州、ノースウエスト準州、サスカチュワン州の州境の交点に始まる"と定義されている。後者の交点が 前者の経緯度と完全に一致してはいないので、完全な測量のなされたことのないヌナブト準州とノースウエスト準州の州境が、他の州境ときちんと一か所で接しているかどうか、法律は完全には明確にしていない。測量は2011年に始まった。

## ギャラリー
- マニトバ州（南東側）からみた方尖塔。測量のための塔も写っている。
- 方尖塔の頂上についているディスク。